# Oötide
Een oötide is het haploïde resultaat van de oötidogenese, de onrijpe eicel (ovum) kort na de bevruchting, waarna de rijping volgt. Een oötide bestaat slechts enkele minuten. Een oötide is vergelijkbaar met een spermatide uit de spermatogenese.
Elk chromosoom splits zich in de twee chromatiden en wordt over twee oötiden verdeeld. Een oötide bevat daardoor 1 chromatide van elk chromosoom. Bij de mens bevat een oötide 23 chromatiden (1N).

## Celtypen
| Celtype          | ploïdie/chromosomen | chromatiden | Proces                                    | Tijdstip volgroeid exemplaar                  |
| ---------------- | ------------------- | ----------- | ----------------------------------------- | --------------------------------------------- |
| Oögonium         | diploïd/46          | 2N          | Oöcytogenese (mitose)                     | derde trimester                               |
| primaire oöcyt   | diploïd/46          | 2N          | Oötidogenese (meiose I) (Folliculogenese) | Dictyotaan in profase I tot ovulatie          |
| secundaire oöcyt | haploïd/23          | 1N          | Oötidogenese (meiose II)                  | Blijft in rust in metafase II tot bevruchting |
| Oötide           | haploïd/23          | 1N          | ?                                         | Minuten na bevruchting                        |
| Ovum             | haploïd/23          | 1N          |                                           |                                               |